# Witjas (Unternehmen)
Witjas (belarussisch Віцязь Wizjas, englisch Wityaz) ist ein belarussisches Unternehmen, das Fernseher und Haushaltsgeräte herstellt. Es wurde am 3. März 1976 gegründet.
Witjas ist der größte Industriebetrieb der Stadt Wizebsk. In den Nachfolgestaaten der Sowjetunion ist er v. a. bekannt für seine Fernsehgeräte. Witjas stellt heute sowohl Fernseher mit Kathodenstrahlröhre als auch Flüssigkristallbildschirmen her, sowie Flüssigkristallmonitore, DVD-Spieler, Satellitenempfangsanlagen, Heizlüfter und Staubsauger.